# Krásnaya Poliana (Sochi)

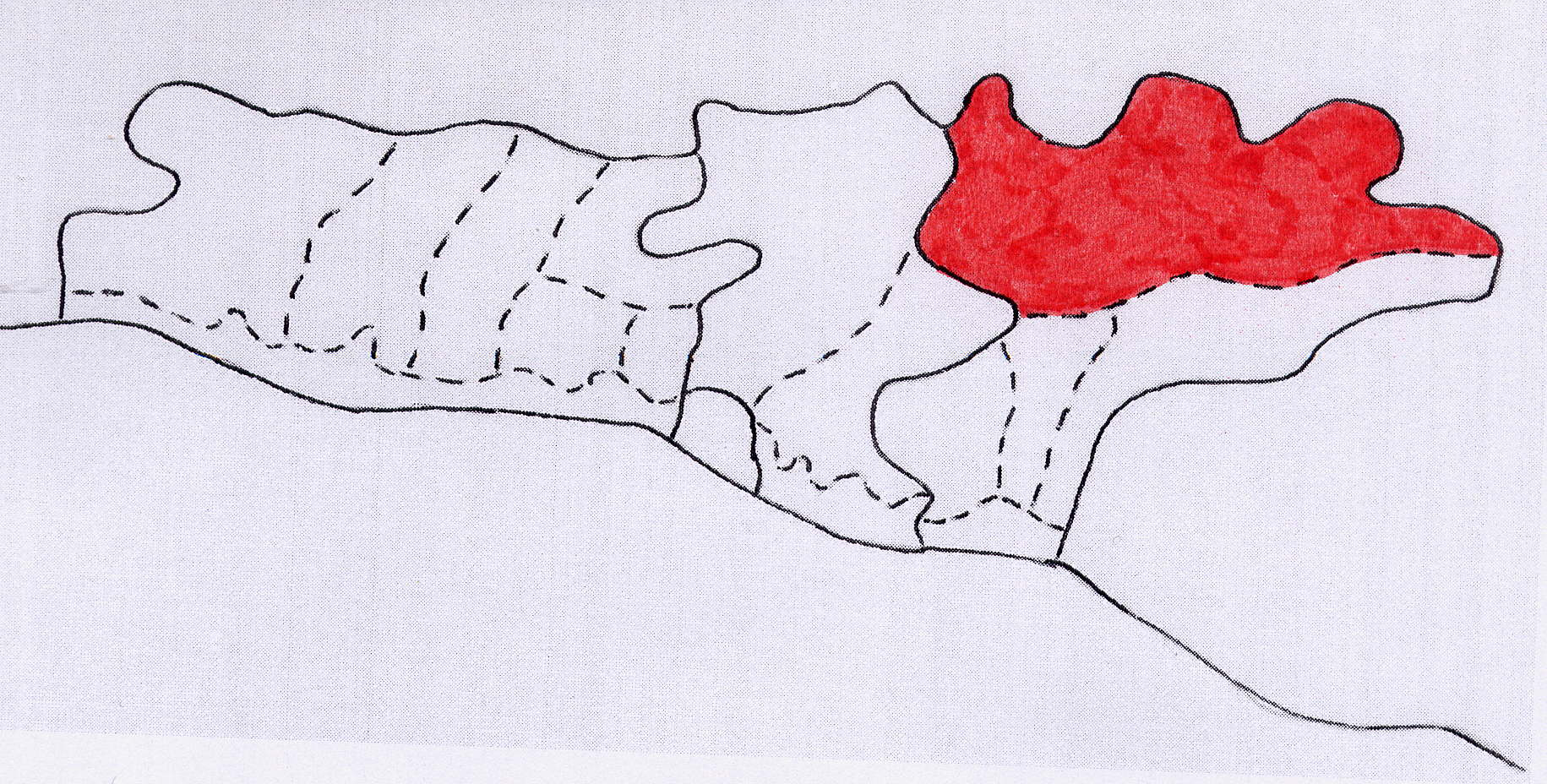
Municipio Krasnopolianski en la unidad municipal de Sochi.

Krásnaya Poliana (del ruso: Кра́сная Поля́на) es un asentamiento de tipo urbano del distrito de Ádler de la unidad municipal de la ciudad-balneario de Sochi, en el krai de Krasnodar de Rusia, en el sur del país (Cáucaso oeste).
Está situado en la orilla derecha del curso alto del río Mzymta. Sochi se encuentra 40 km al oesudoeste y Krasnodar 180 km al noroeste. La costa del mar Negro se halla a 39 km. A su alrededor se hallan las cordilleras de los montes Aibga, Psejako, Pseashjo y Achishjó. Tenía 4 598 habitantes en 2010.
Es cabeza del municipio Krasnopolianski, al que pertenecen asimismo Kepsha, Estosadok, Medoveyevka y Chvizhepse.
Krásnaya Poliana junto al Parque Olímpico de Sochi de Ádler, han sido escenario de los Juegos Olímpicos de invierno de 2014.

## Historia

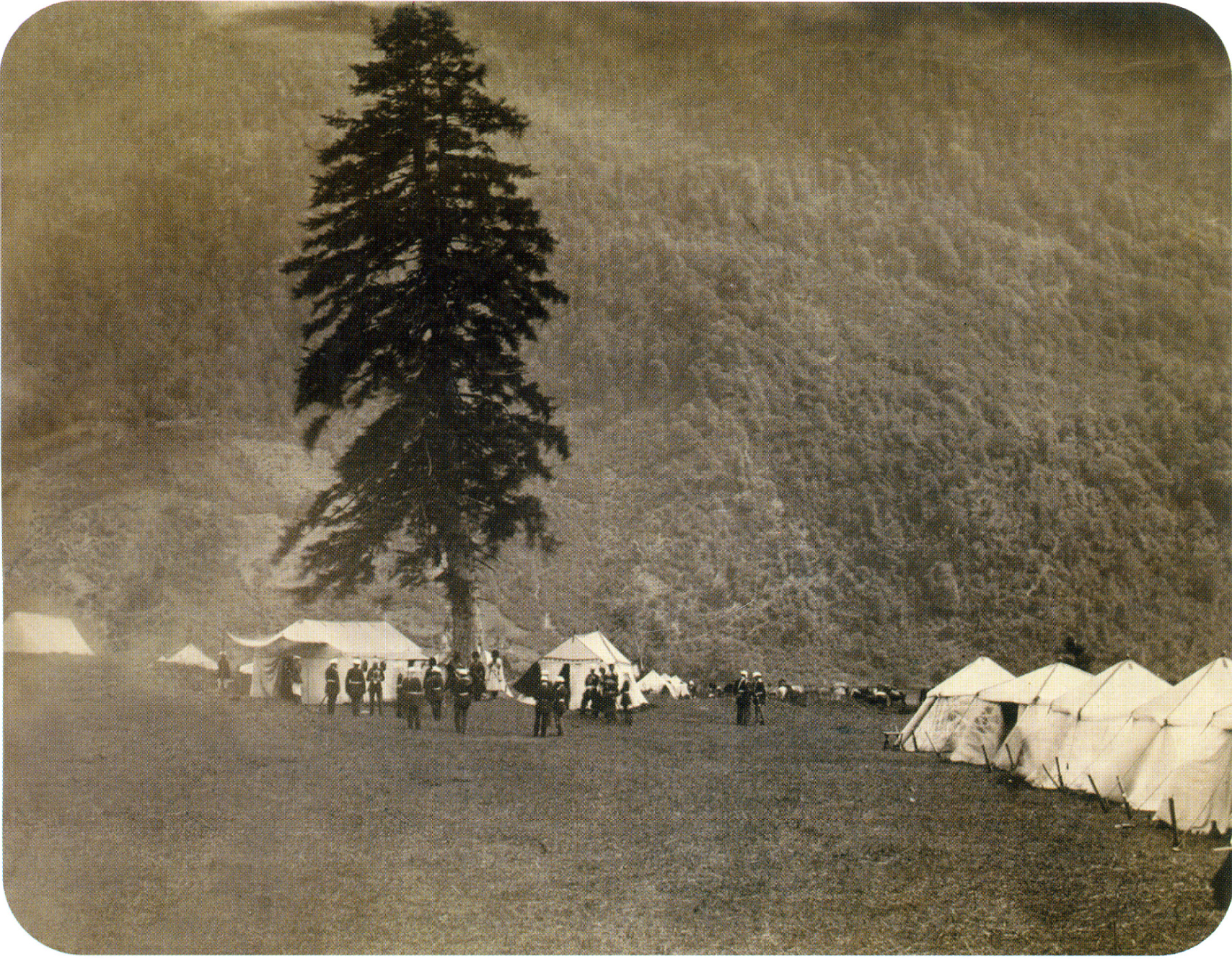
Campamento del ejército ruso en Kbaade, 1864.

En la zona se han hallado numerosos dólmenes y ruinas de una veintena de fortificaciones medievales. Cuando el espía ruso Fiódor Tornau realizó sus exploraciones en la zona en 1835, habitaban tribus abjasios sadz. El asentamiento se denominaba Artkuadzh y pertenecía al clan Aredba. Tornau pasó varios días en el pueblo y tomó notas para el relato de su viaje. Destacó la producción de miel que los sadz exportaban al Imperio Otomano.
En 1864 cuando el Ejército Imperial ruso conquistó estas posiciones habitaba la tribu ajchipsou que tenía su aul Kbaade. El 21 de mayo de ese año se agruparon aquí cuatro ejércitos rusos, comandados por Pável Grabbe, Pável Shatílov, Vasili Geiman y Dmitri Sviatopolk-Mirski. Se celebró una misa solemne y declararon el fin de la guerra ruso-circasiana que se prolongaba desde 1817. Con el final de este conflicto, se produjo la emigración de los montañeses al Imperio Otomano. En presencia del gran duque Miguel Nikoláyevich el lugar fue rebautizado como Románovskoye, en homenaje a la dinastía reinante y sobre las ruinas del antiguo aul se erigió un asentamiento ruso en 1869. En 1878 se instalaron en la localidad inmigrantes rusos de Rusia central, estonios y griegos del krai de Stávropol.
El 19 de junio de 1898 llegó al lugar una comisión oficial encabezada por el político Nikolái Abazá e integrada por el geógrafo y meteorólogo Aleksandr Ivánovich Voyéikov, el terapeuta Fiódor Pasternatski y el ingeniero M. B. Serguéyev para el diseño de Tsártskaya Poliana, el parque de caza del zar Nicolás II en el Cáucaso Occidental. Recibió la inmigración de griegos pónticos que emigraron por las persecuciones en el Imperio otomano. En 1900 se construyó la carretera que une la localidad con Ádler. En 1901 se construyó la cabaña de caza, y poco después las dachas de los condes Sheremétev y Bóbrinski y otros muchos nobles y cortesanos del Imperio. El nuevo emplazamiento fue denominado Románovsk y recibió el estatus de ciudad en 1899. El asentamiento popular anterior, había recibido el nombre de Krásnaya Poliana y así figuraba en los registros oficiales, por lo que finalmente prevaleció esta denominación.
Tras la revolución de octubre de 1917, se le devolvió a su anterior estatus rural. La proximidad a Sochi contribuyó a un nuevo auge en las últimas décadas de existencia de la Unión Soviética que se desarrollarían hasta la actualidad, sobre todo tras la pérdida del disfrute de las instalaciones del Cáucaso Sur y de Tian Shan, convirtiéndose en un moderno centro de esquí que albergó las competiciones de los Juegos Olímpicos de invierno de Sochi 2014.

## Demografía
| 1959  | 1970  | 1979  | 1989  | 2002  | 2010  | 2012  | 2013  |
| ----- | ----- | ----- | ----- | ----- | ----- | ----- | ----- |
| 4 443 | 3 845 | 3 643 | 3 300 | 3 969 | 4 598 | 4 641 | 4 666 |

### Composición étnica
De los 3 969 habitantes que tenía en 2002, el 73.9% era de etnia rusa, el 14.2% era de etnia griega, el 4.2% era de etnia ucraniana, el 2.3% era de etnia georgiana, el 1.8% era de etnia armenia, el 0.5 % era de etnia bielorrusa, el 0.3% era de etnia alemana, el 0.2% era de etnia tártara, el 0.1% era de etnia adigué, el 0.1% era de etnia azerí, el 0.1 % era de etnia abjasa y el 0.1% era de etnia turca

## Clima
| Parámetros climáticos promedio de Krásnaya Poliana (1991-2020) | Parámetros climáticos promedio de Krásnaya Poliana (1991-2020) | Parámetros climáticos promedio de Krásnaya Poliana (1991-2020) | Parámetros climáticos promedio de Krásnaya Poliana (1991-2020) | Parámetros climáticos promedio de Krásnaya Poliana (1991-2020) | Parámetros climáticos promedio de Krásnaya Poliana (1991-2020) | Parámetros climáticos promedio de Krásnaya Poliana (1991-2020) | Parámetros climáticos promedio de Krásnaya Poliana (1991-2020) | Parámetros climáticos promedio de Krásnaya Poliana (1991-2020) | Parámetros climáticos promedio de Krásnaya Poliana (1991-2020) | Parámetros climáticos promedio de Krásnaya Poliana (1991-2020) | Parámetros climáticos promedio de Krásnaya Poliana (1991-2020) | Parámetros climáticos promedio de Krásnaya Poliana (1991-2020) | Parámetros climáticos promedio de Krásnaya Poliana (1991-2020) |
| Mes                                                            | Ene.                                                           | Feb.                                                           | Mar.                                                           | Abr.                                                           | May.                                                           | Jun.                                                           | Jul.                                                           | Ago.                                                           | Sep.                                                           | Oct.                                                           | Nov.                                                           | Dic.                                                           | Anual                                                          |
| -------------------------------------------------------------- | -------------------------------------------------------------- | -------------------------------------------------------------- | -------------------------------------------------------------- | -------------------------------------------------------------- | -------------------------------------------------------------- | -------------------------------------------------------------- | -------------------------------------------------------------- | -------------------------------------------------------------- | -------------------------------------------------------------- | -------------------------------------------------------------- | -------------------------------------------------------------- | -------------------------------------------------------------- | -------------------------------------------------------------- |
| Temp. máx. abs. (°C)                                           | 18.1                                                           | 22.4                                                           | 27.8                                                           | 35.6                                                           | 33.4                                                           | 35.7                                                           | 38.5                                                           | 35.9                                                           | 35.1                                                           | 30.8                                                           | 27.7                                                           | 21.4                                                           | 38.5                                                           |
| Temp. máx. media (°C)                                          | 5.5                                                            | 7.3                                                            | 10.9                                                           | 16.7                                                           | 21.0                                                           | 24.5                                                           | 27.1                                                           | 27.6                                                           | 23.4                                                           | 18.4                                                           | 12.6                                                           | 7.2                                                            | 16.9                                                           |
| Temp. media (°C)                                               | 1.2                                                            | 2.1                                                            | 5.1                                                            | 10.1                                                           | 14.6                                                           | 18.3                                                           | 20.9                                                           | 21.0                                                           | 16.8                                                           | 12.1                                                           | 6.6                                                            | 2.8                                                            | 11                                                             |
| Temp. mín. media (°C)                                          | -1.3                                                           | -1.1                                                           | 1.5                                                            | 5.5                                                            | 9.8                                                            | 13.4                                                           | 15.8                                                           | 15.8                                                           | 12.0                                                           | 7.8                                                            | 3.1                                                            | 0.2                                                            | 6.9                                                            |
| Temp. mín. abs. (°C)                                           | -22.5                                                          | -18.1                                                          | -15.6                                                          | -10.6                                                          | -0.4                                                           | 2.6                                                            | 7.7                                                            | 5.2                                                            | -1.0                                                           | -6.1                                                           | -13.2                                                          | -15.3                                                          | -22.5                                                          |
| Precipitación total (mm)                                       | 200                                                            | 170                                                            | 182                                                            | 141                                                            | 145                                                            | 119                                                            | 103                                                            | 99                                                             | 144                                                            | 206                                                            | 205                                                            | 216                                                            | 1930                                                           |
| Fuente: Погода и климат                                        |                                                                |                                                                |                                                                |                                                                |                                                                |                                                                |                                                                |                                                                |                                                                |                                                                |                                                                |                                                                |                                                                |

## Economía y transporte
La economía de la localidad se fundamenta en la atención turística, especialmente para los visitantes del periodo invernal, por el esquí de montaña. En Krásnaya Poliana hay una gran cantidad de hoteles y apartamentos turísticos. También se desarrolla la agricultura, entre la que destaca la producción de miel.
Entre Sochi, Ádler y Krásnaya Poliana, circula el tren eléctrico de Sochi. En la localidad hay un helipuerto.

## Lugares de interés
En cuanto a los edificios religiosos cabe destacar la iglesia ortodoxa griega de San Jarlampi y la capilla junto a ella, cerca del cementerio. En las laderas del monte Achishjó se halla la cabaña de caza construida para el zar en 1901. Puede visitarse el Museo de Historia de Krásnaya Poliana y el Museo de la Naturaleza.

## Deportes

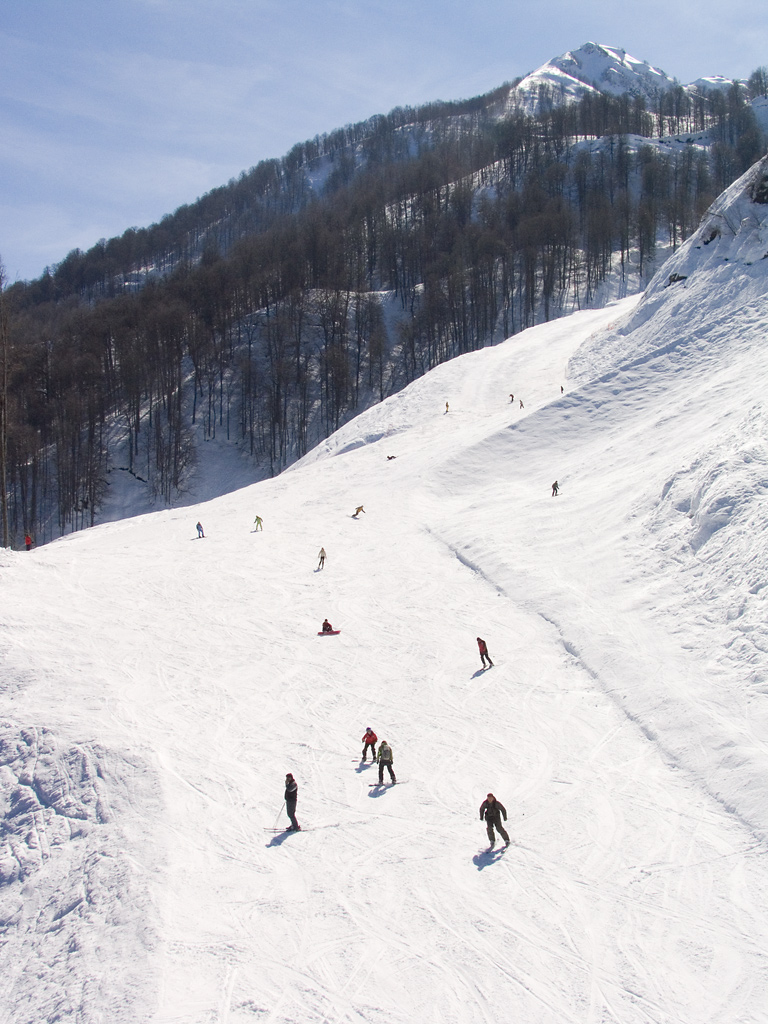
Esquí en Krásnaya Poliana.

Krásnaya Poliana es un importante centro de esquí y snowboard, con una reputación entre las mejores de Rusia. El terreno ofrece asimismo buenas oportunidades para el esquí fuera de pista.
La principal estación de esquí es Álpika-Servis, situada a 8 km de Estosadok y a 12 km de Krásnaya Poliana. La estación ha sido remodelada para los Juegos Olímpicos de invierno. En 2007 se abrió la estación de esquí propiedad de Gazprom Laura dotada de seis telesillas y dieciocho pistas. En 2008 se construyó la estación Górnaya Karusel y desde el 29 de enero comenzó a funcionar la estación de esquí Roza Jútor, donde se desarrollaron competiciones de esquí alpino y snowboard de los Juegos Olímpicos de invierno de Sochi 2014.
La construcción de pistas y teleféricos en la zona, cerca de la Reserva Natural de la Biosfera del Cáucaso, ha causado las protestas de grupos ecologistas.
Además del esquí, en los alrededores de la localidad se desarrolla el montañismo.

### Programa de los Juegos Olímpicos y Paralímpicos de invierno de 2014

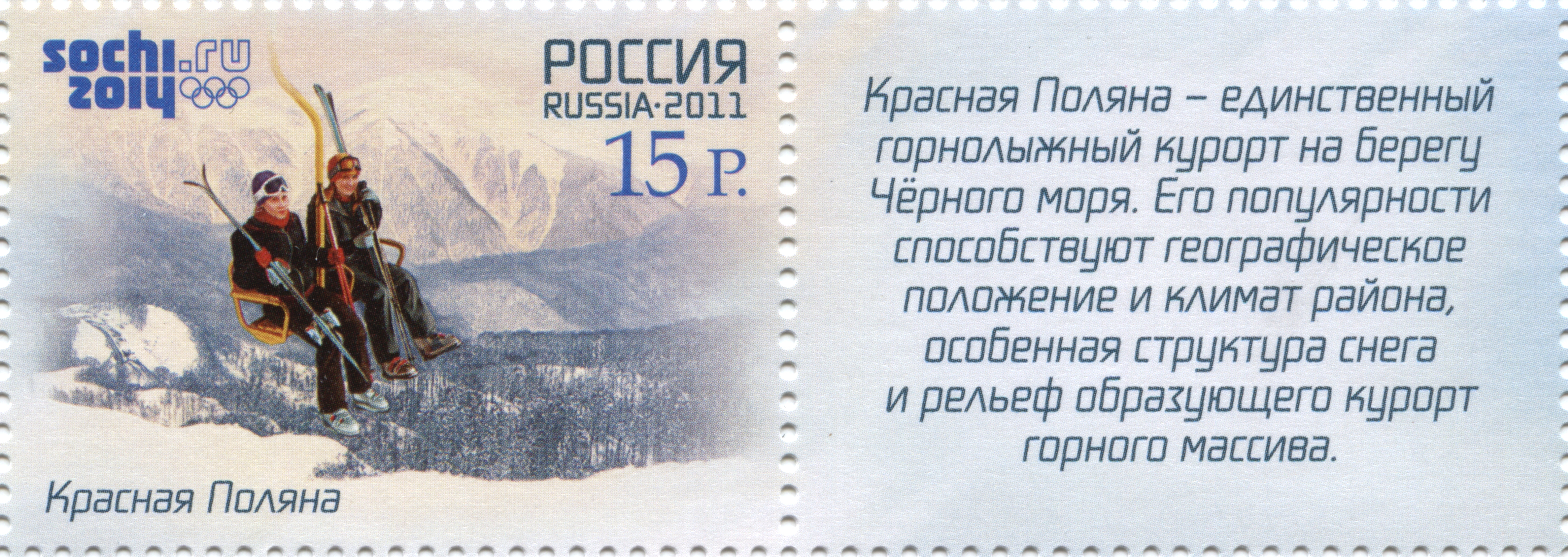
Sello de la Federación Rusa de 2011.

En el área de Krásnaya Poliana se desarrollaran competiciones de los Juegos Olímpicos y Paralímpicos de invierno de 2014 de los siguientes deportes: esquí, snowboard, esquí de fondo, biatlón, combinada nórdica, saltos de esquí, bobsleigh, luge, skeleton y esquí acrobático. Para el desarrollo de las mismas se han construido las siguientes instalaciones:
- Complejo de Esquí y Biatlón Laura, en la cordillera Psejako, junto con el centro de turismo de montaña Gazprom.
- Villa Olímpica de Montaña en la cordillera Psejako.
- Estación de Esquí Roza Jútor.
- Centro de Deportes de Deslizamiento Sanki
- Centro de Saltos RusSki Gorki
- Extreme Park Roza Jútor.

## Krásnaya Poliana en la cultura
En el río Mzymta, a su paso por la región de Krásnaya Poliana, se rodaron varias escenas de la película dirigida por Leonid Gaidái La prisionera del Cáucaso.

## Galería

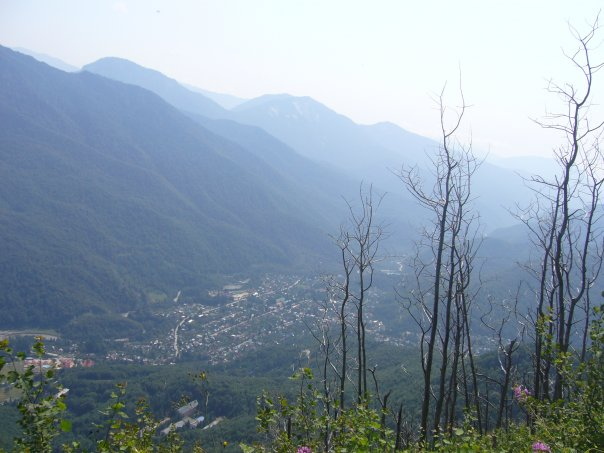
Vista de la localidad.
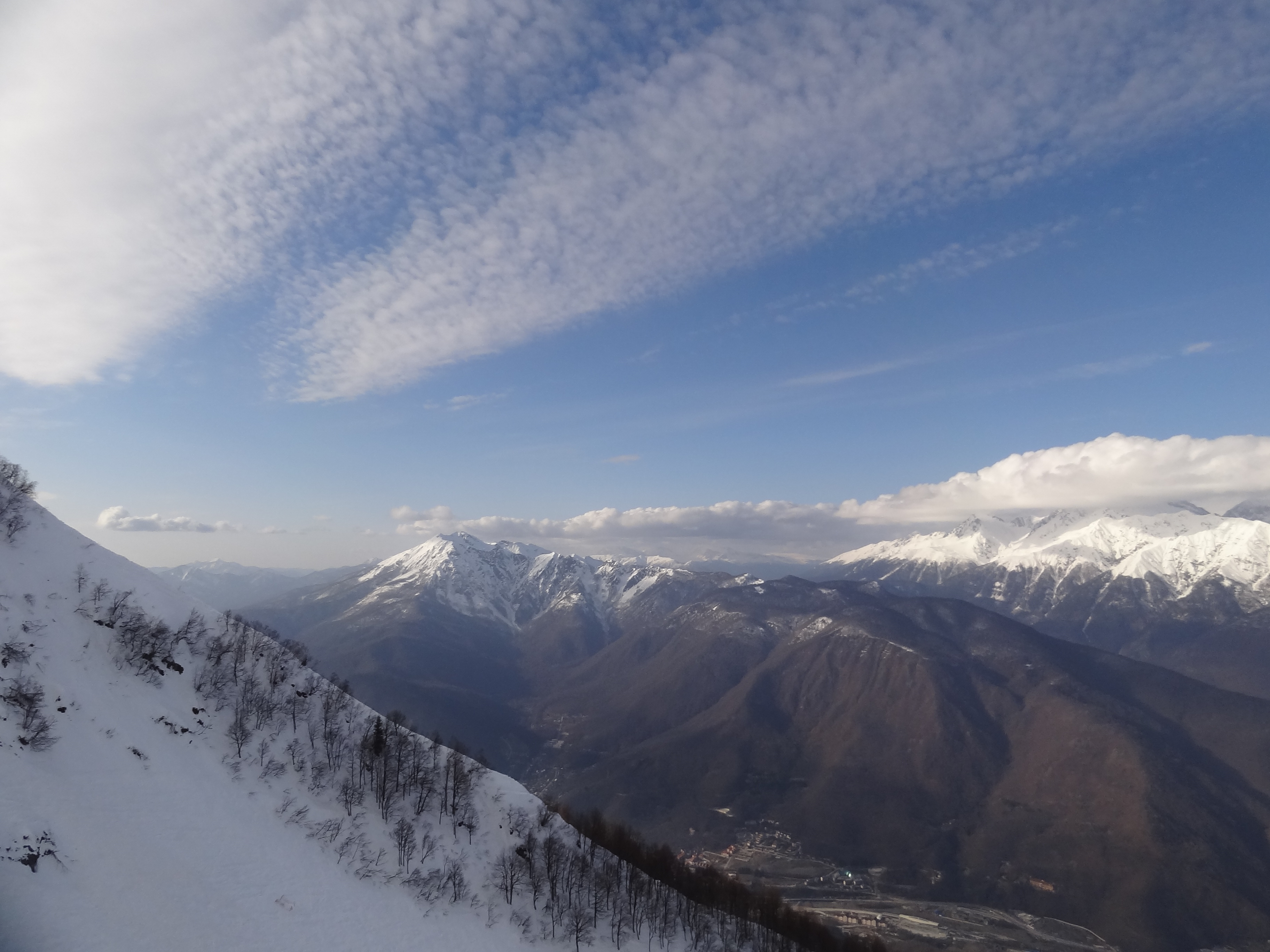
Alrededores de la localidad.
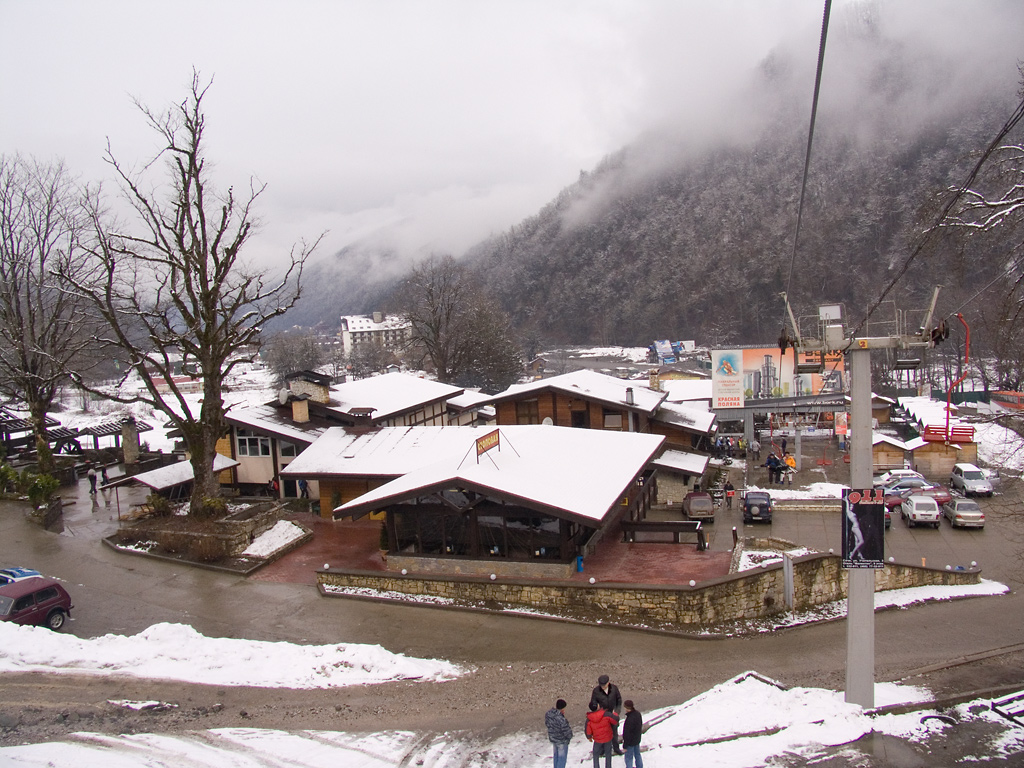
La estación de esquí Álpika-Servis antes de su remodelación.
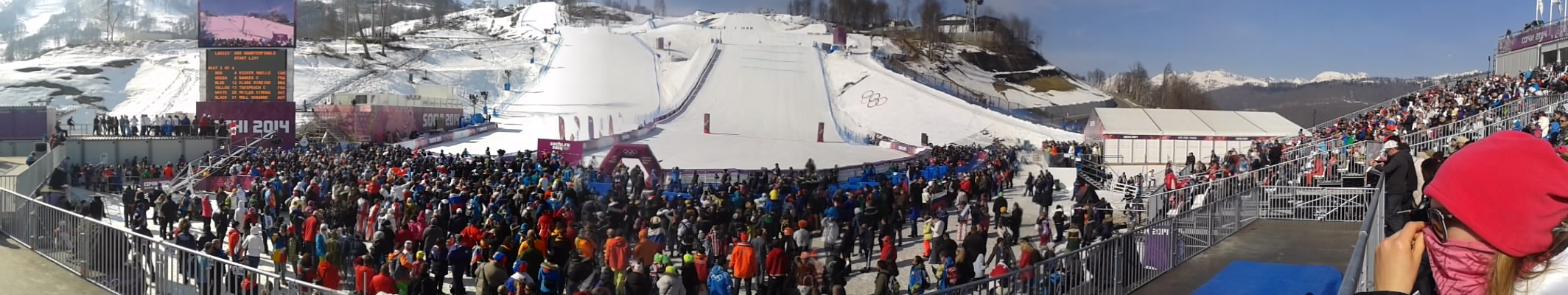
El Roza Jútor Extreme Park durante los Juegos Olímpicos.
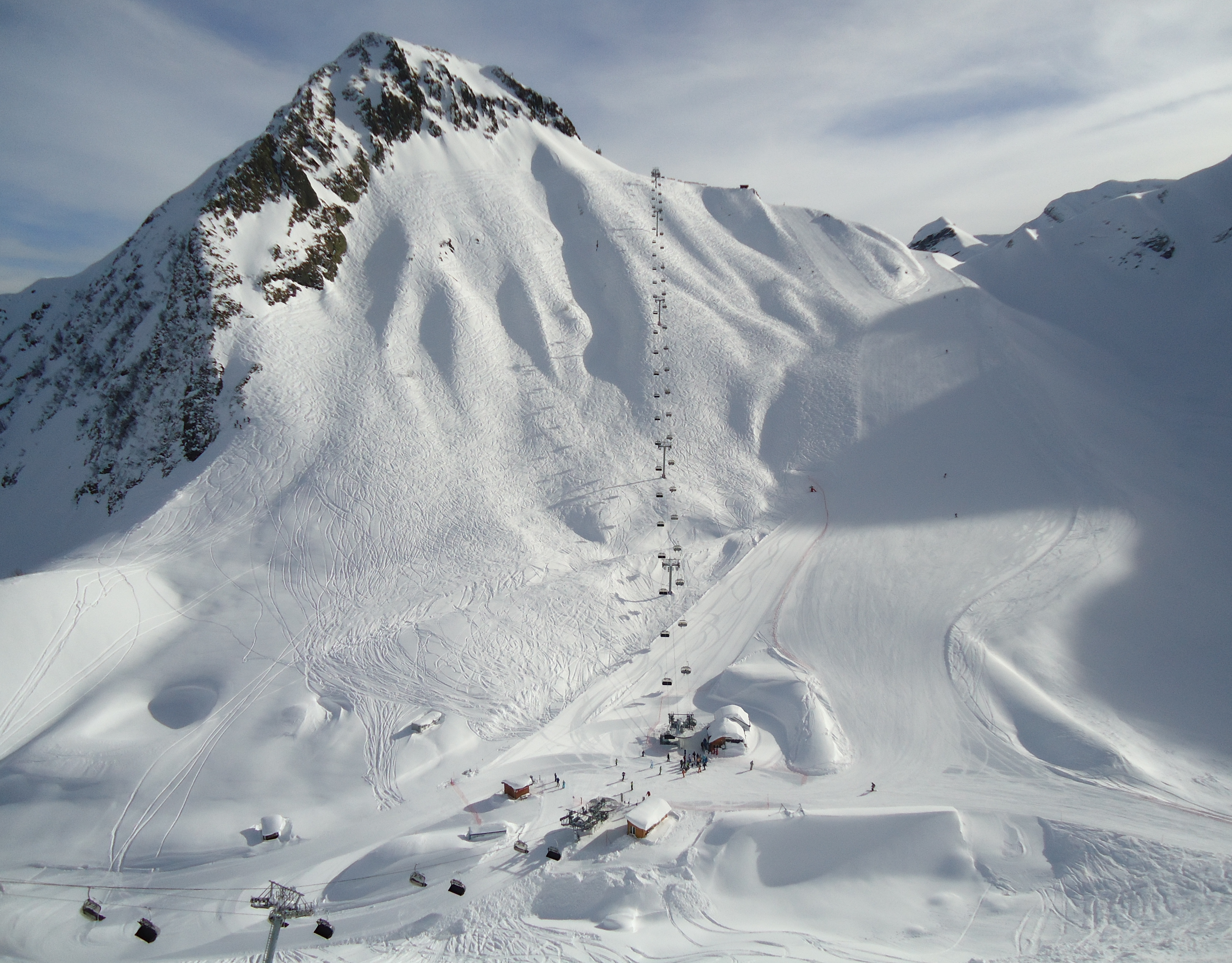
Estación de esquí Górnaya Karusel.
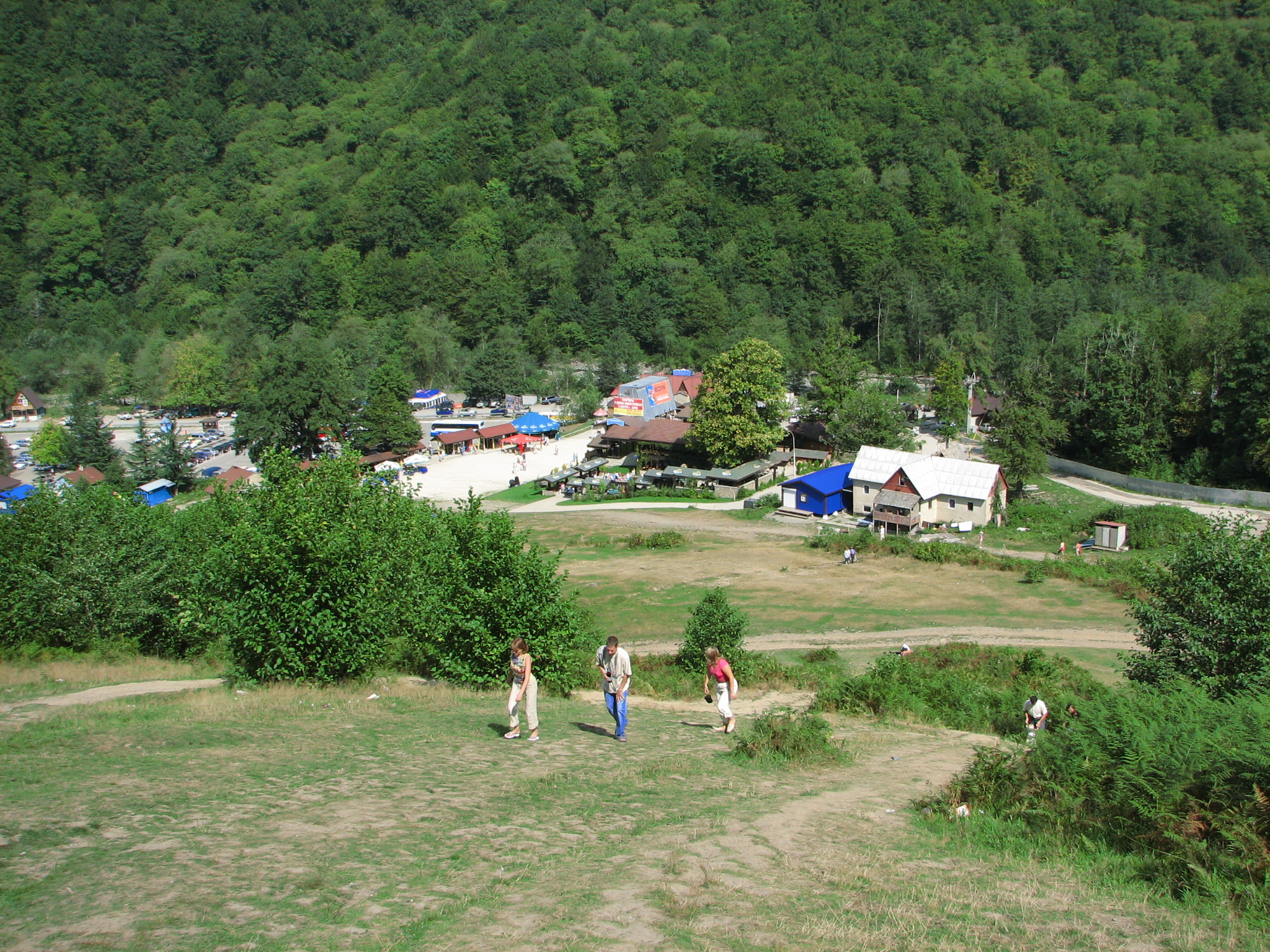
Vista de parte de la localidad.
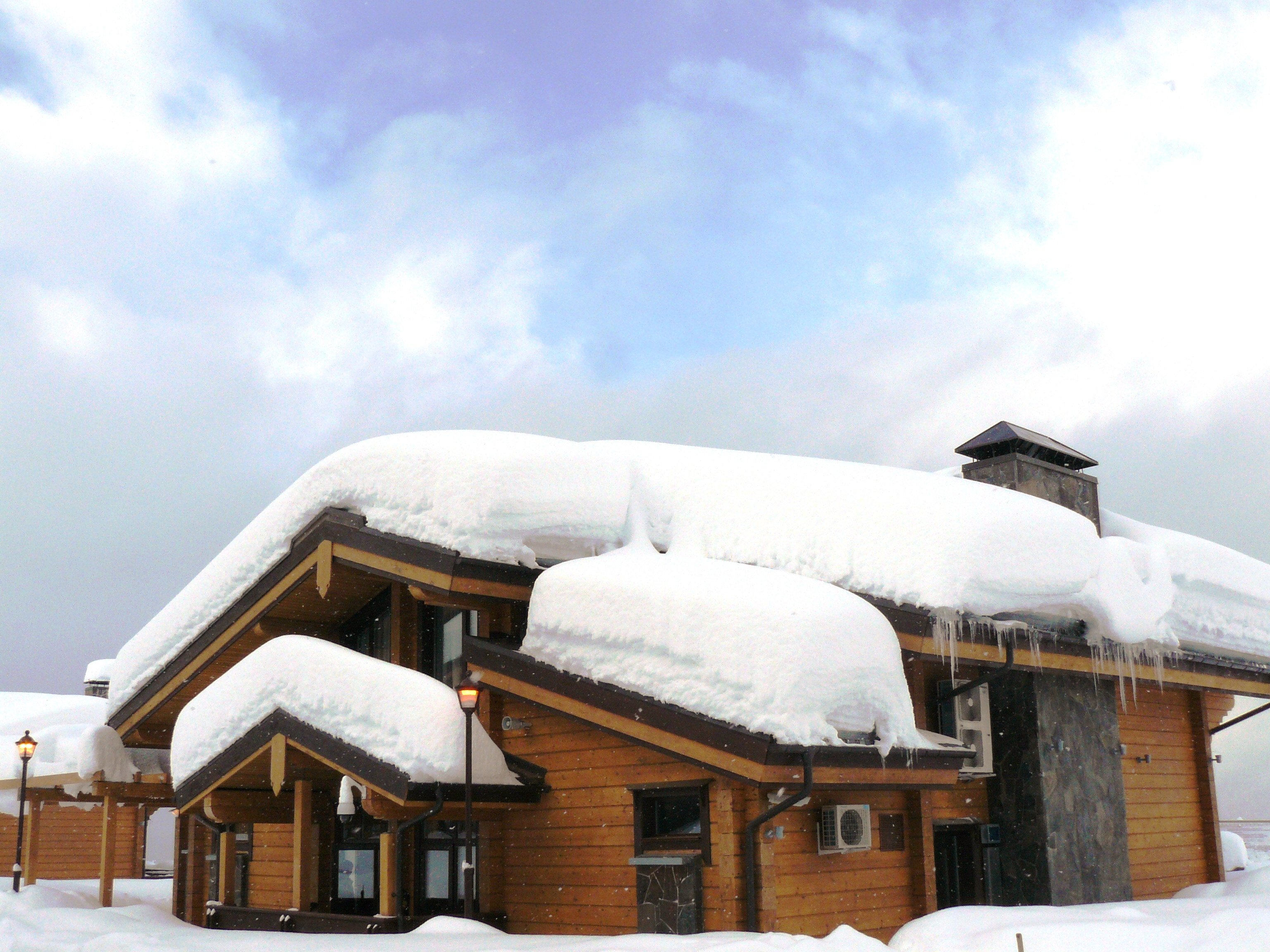
Villa Olímpica.

## Localidades hermanadas
- Les Houches, Haute-Savoie, Francia.